# Frank Goldammer

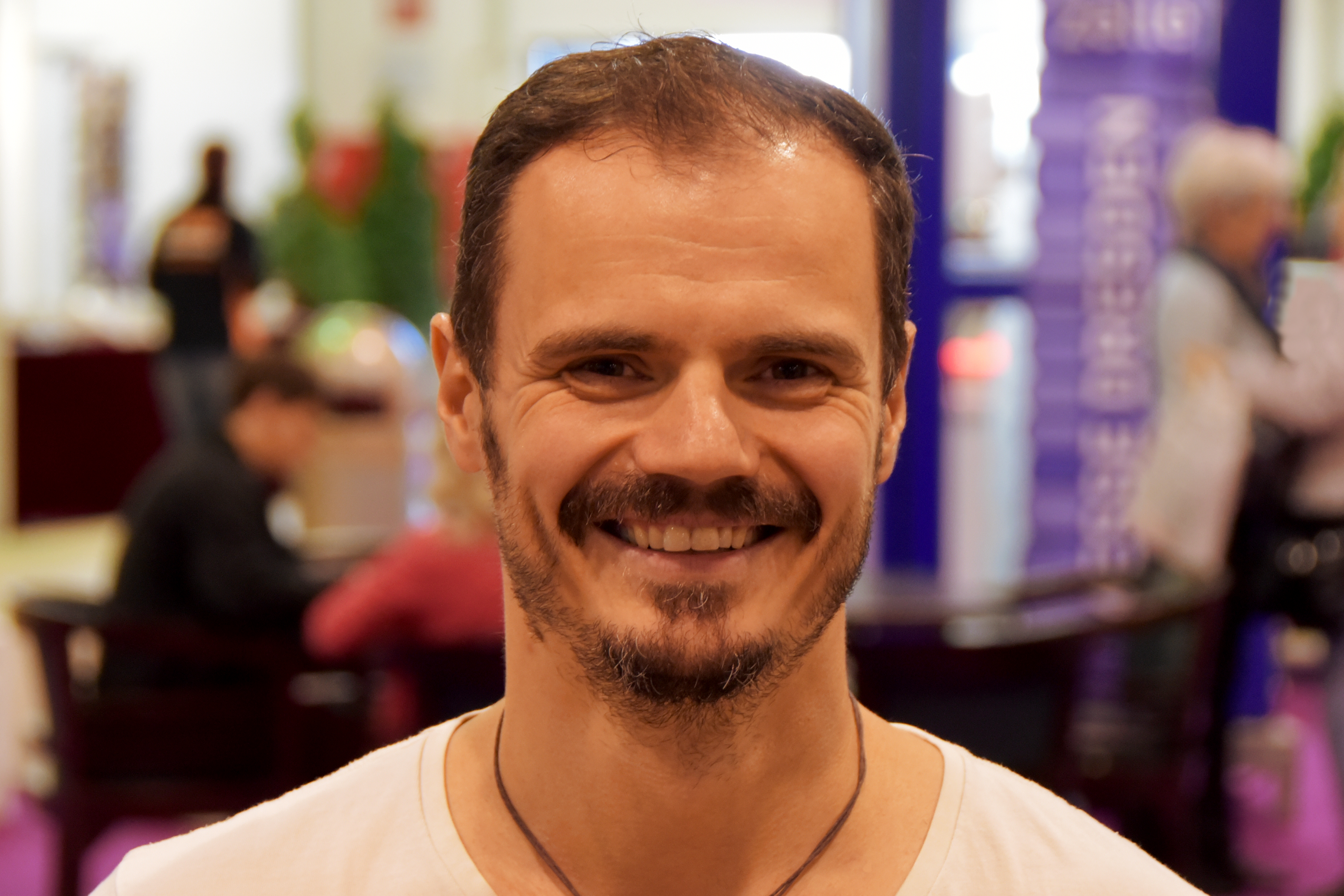
Frank Goldammer (2015)

Frank Goldammer (* 1975 in Dresden, DDR) ist ein deutscher Schriftsteller.

## Leben
Goldammer wuchs in Dresden-Neustadt auf. Der gelernte Maler und Lackierer ist seit 2003 Meister und arbeitete bis 2021 in seinem Beruf.
Goldammer schreibt seit seinem 20. Lebensjahr. Seine ersten Veröffentlichungen erschienen im Selbstverlag. 2012 erschien der erste Kriminalroman (Abstauber), ein Fußball-Krimi, der in Dresden spielt.
Die Max Heller Reihe
Mit Der Angstmann, Band 1 der Krimireihe um den Dresdner Polizisten Max Heller (dtv), gelang ihm 2016 der Sprung auf die Spiegel-Bestsellerliste, ebenso mit den Nachfolgebänden.
Der erste Band spielt 1944/1945 und thematisiert unter anderem den Bombenangriff auf Dresden am 12. und 13. Februar 1945 und die Anfänge der Polizeiarbeit in der Nachkriegszeit. Band 2 spielt 1947 und erzählt von der Nachkriegszeit, Waisenkindern in der Dresdner Heide. Thema ist auch das Verhältnis der Volkspolizei zur sowjetischen Militäradministration. Der dritte Band, welcher 1948 einsetzt, zeigt unter anderem die traumatisierten aus der Kriegsgefangenschaft heimgekehrten deutschen Soldaten.  Im Jahr 1951 lässt Goldammer nach einem Roten Raben (Doppelagent) suchen, der im Zusammenhang mit dem Uranabbau der Wismut AG spionieren soll. Der Aufstand um den 17. Juni 1953 ist Gegenstand des 5. Bandes. Um Vergewaltigung und Mord sowie um desertierte Soldaten der Roten Armee geht es im 6. Band, im Hintergrund des Aufstandes in Ungarn 1956. Die Reihe endet im Jahr des Mauerbaus 1961. Heller steht kurz vor der Pensionierung und muss sich entscheiden, in welchem Teil Deutschlands er nun leben will.
Die Max Heller-Reihe erscheint seit Mai 2018 auch in den USA, Großbritannien und Australien, veröffentlicht von AmazonCrossing. Weitere Übersetzungen erscheinen u. a. in den Niederlanden und in Griechenland.
Goldammer lebt in Dresden, ist geschieden, alleinerziehender Vater und hat drei Kinder.

## Werke

### Romane
- 2007: Nebelgeflüster. Kriminalroman (im Selbstverlag erschienen)
- 2008: Steingeist. Kriminalroman (im Selbstverlag erschienen)
- 2009: Blätterrausch. Kriminalroman (im Selbstverlag erschienen)
- 2012: Abstauber. Ein Fußball-Krimi, Gmeiner-Verlag, Meßkirch, ISBN 978-3-8392-1250-9.
- 2013: Revierkampf. Ein Dresden-Krimi, Gmeiner-Verlag, Meßkirch
- 2013: Feldwebel I – die elfte Plage. Endzeitthriller, Dresdner Buchverlag, Dresden
- 2014: Feldwebel II – der schwarze Fluss. Endzeitthriller, Dresdner Buchverlag, Dresden
- 2014: Vergissmeinnicht. Mysterythriller, Editia Verlag, Dresden
- 2015: Schrammstein. Kriminalroman, Gmeiner-Verlag, Meßkirch
- 2019: Großes Sommertheater. Roman, dtv, München, ISBN 978-3-423-26216-3.
- 2020: Zwei fremde Leben. dtv, ISBN 978-3-423-26255-2.
- 2022: Im Schatten der Wende. dtv, ISBN 978-3-423-26318-4.
- 2022: Die Verbrechen der Anderen. dtv, ISBN 978-3-423-26332-0.

#### Die Felix-Bruch-Reihe
- 2022: Bruch. Ein dunkler Ort. Wunderlich, Hamburg, ISBN 978-3-8052-0090-5.
- 2023: Bruch. In eisigen Nächten. Wunderlich, Hamburg, ISBN 978-3-8052-0091-2.
- 2024: Bruch. Durch finstere Zeiten. Wunderlich, Hamburg, ISBN 978-3-8052-0113-1.
- 2025: Bruch. Am Abgrund. Wunderlich, Hamburg, ISBN 978-3-8052-0114-8.

#### Die Max-Heller-Reihe
- 2016: Der Angstmann – Ein Fall für Max Heller (1) Kriminalroman. Dtv, München, ISBN 978-3-423-43045-6.
  - auf Englisch: The Air Raid Killer (Übersetzt von Steve Anderson), AmazonCrossing, Seattle 2018, ISBN 978-1-5039-0057-8.
  - auf Niederländisch: De Vuurstorm (Übersetzt von Janneke Panders), Uitgeverij Cargo, Amsterdam 2019.
- 2017: Tausend Teufel – Ein Fall für Max Heller (2) Kriminalroman. Dtv, München, ISBN 978-3-423-26170-8.
  - auf Englisch: A Thousand Devils (Übersetzt von Steve Anderson), AmazonCrossing, Seattle 2018, ISBN 978-1-5039-0432-3.
- 2018: Vergessene Seelen – Ein Fall für Max Heller (3) Kriminalroman. Dtv, München ISBN 978-3-423-26201-9.
- 2018: Roter Rabe – Ein Fall für Max Heller (4) Kriminalroman. Dtv, München, ISBN 978-3-423-26209-5.
- 2019: Juni 53 – Ein Fall für Max Heller (5) Kriminalroman. Dtv, München, ISBN 978-3-423-26232-3.
- 2021: Verlorene Engel – Ein Fall für Max Heller (6) Kriminalroman. Dtv, München, ISBN 978-3-423-26283-5.
- 2021: Feind des Volkes – Max Hellers letzter Fall – Dtv, München, ISBN 978-3-423-26300-9.
- 2023: In Zeiten des Verbrechens – Max Hellers erster Fall, Dtv, München, ISBN 978-3-423-26364-1.

### Erzählbände
- 2015: 30 Gründe, mit den Haaren zu knirschen und sich die Zähne zu raufen. Alltagssatire, Zwiebook Verlag, Dresden, ISBN 978-3-943451-20-7.
- 2015: Achtung! Kann Spuren von Zynismus enthalten. Alltagssatire – jetzt noch viel satirischer, Zwiebook Verlag, Dresden, ISBN 978-3-943451-21-4.
- 2011: 45 Gründe, sich lachend das Leben zu nehmen. Satire, ISBN 978-3-00-035622-3.

### Sachbücher
- 2015: Stadtgespräche aus Dresden. Mit Ute Nitzsche. Gmeiner-Verlag, Meßkirch, ISBN 978-3-8392-4702-0.

### Beiträge in Anthologien
- 2013: Seitenwechsel, in: Grenzenlos ermitteln. 23 Rätsel-Krimis, Gmeiner-Verlag, Meßkirch.
- 2015: Die Tiefe des Raums, in: Urlaubslesebuch. Hrsg. von Karoline Adler, dtv, München.
- 2015: Die Möglichkeiten eines Schneeballs, in: Schneefrei. Hrsg. von Karoline Adler, dtv, München.

## Hörbücher und Hörspielfassungen
- 2016: Der Angstmann. Ungekürzt gelesen von Heikko Deutschmann, Der Audio Verlag, ISBN 978-3-86231-830-8.[6]
- 2017: Tausend Teufel. Ungekürzt gelesen von Heikko Deutschmann, Der Audio Verlag, ISBN 978-3-7424-0193-9.
- 2018: Vergessene Seelen. Ungekürzt gelesen von Heikko Deutschmann, Der Audio Verlag, ISBN 978-3-7424-0413-8.
- 2018: Der Angstmann. Ungekürzte Hörspiel-Fassung mit Matthias Koeberlin, Michael-Che Koch, Bernd Reheuser, Corinna Dorenkamp, Mark Zak und Matthias Lühn, Audible Original.
- 2018: Roter Rabe. Ungekürzt gelesen von Heikko Deutschmann, Der Audio Verlag, ISBN 978-3-7424-0643-9.
- 2019: Juni 53. Gekürzt gelesen von Heikko Deutschmann, Der Audio Verlag, ISBN 978-3-7424-1092-4.
- 2021: Verlorene Engel. Ungekürzt gelesen von Heikko Deutschmann, Der Audio Verlag, ISBN 978-3-7424-1813-5.
- 2021: Feind des Volkes. Ungekürzt gelesen von Heikko Deutschmann, Der Audio Verlag, ISBN 978-3-7424-2056-5.
- 2023: In Zeiten des Verbrechens. Ungekürzt gelesen von Heikko Deutschmann, Der Audio Verlag, ISBN 978-3-7424-2886-8.